# آيت زيتان (لكلالشة)
آيت زيتان هو دُوَّار يقع بجماعة أحمر لڭلالشة، إقليم تارودانت، جهة سوس ماسة في المملكة المغربية. ينتمي الدوّار لمشيخة لكلالشة التي تضم 22 دوار. يقدر عدد سكانه بـ 507 نسمة حسب الإحصاء الرسمي للسكان والسكنى لسنة 2004.

## وصلات خارجية
- البوابة الوطنية للجماعات الترابية
- المندوبية السامية للتخطيط